# New Coke
La New Coke è stata un prodotto venduto dall'azienda statunitense Coca-Cola Company.

## Storia
Durante la metà degli anni ottanta, la Pepsi Cola iniziò delle campagne per promuovere la propria bevanda (Pepsi Challenge) nel corso delle quali venivano fatte assaggiare, a una serie di partecipanti, la Pepsi e la Coca Cola. Stando a quanto emerse da tali sondaggi, molti di loro preferivano la bevanda della Pepsi.
Temendo che tali indagini di mercato intaccassero le vendite della sua bevanda, la Coca Cola Company decise di ideare un nuovo prodotto dal sapore più dolce e che avrebbe rimpiazzato la bevanda tradizionale. La New Coke venne lanciata ufficialmente il 23 aprile 1985 e venduta in lattine e bottiglie. Secondo quanto riporta l'Enciclopedia Britannica, questa scelta fu la più radicale dell'azienda dal 1903, quando venne rimossa la cocaina tra gli ingredienti della bevanda.
Dopo solo pochi giorni dal suo lancio, tuttavia, molti consumatori affezionati alla Coca-Cola protestarono: la pubblicità del nuovo prodotto era oggetto di fischi quando veniva trasmessa nello schermo dell'Astrodome di Houston e degli abitanti di Seattle scaricarono una grande quantità di New Coke nelle fognature della città. I pessimi riscontri che aveva la bevanda costrinsero la multinazionale a tornare alla formula originale, ribattezzata "Coca‑Cola Classic", l'11 luglio dello stesso anno, dopo soli settantanove giorni dal suo lancio. Nonostante la New Coke avesse in qualche modo contribuito a fare pubblicità all'azienda, la Coca Cola Company perse milioni di dollari. Qualcuno bollò la New Coke come "il più grande errore di marketing mai fatto".
La New Coke tornò a essere venduta separatamente con il nome di "Coke II" nel 1992 per poi scomparire definitivamente dal mercato nel 2002 anche a causa della sua debole quota di mercato.
Nel 2019 la New Coke venne riproposta dalla Coca-Cola Company in edizione limitata e in occasione dell'uscita della terza stagione di Stranger Things, in cui compare la bevanda.